# كارل إي. دوغلاس
كارل إي. دوغلاس (بالإنجليزية: Carl E. Douglas)‏ هو محامي أمريكي، ولد في 8 مايو 1955 في لوس أنجلوس في الولايات المتحدة.